# Statistiche della UEFA Nations League
Di seguito sono riportati statistiche e primati di vario genere sulla UEFA Nations League.
Aggiornato al 12 ottobre 2024.

## Storia formula
Nella sola prima edizione la Lega A e la Lega B erano composte da 12 squadre ciascuna, la Lega C da 15 e la Lega D da 16. Le 55 nazionali erano state attribuite alle quattro leghe sulla base del ranking europeo aggiornato all'11 ottobre 2017 (a conclusione delle qualificazioni al mondiale 2018, prima della disputa degli spareggi). Ciascuna Lega era suddivisa in quattro gironi (tutti da 3 squadre nelle Leghe A e B, uno da 3 e tre da 4 in Lega C, tutti da 4 in Lega D). Al termine era prevista la retrocessione di quattro squadre da ciascuna delle Leghe A, B e C a quella immediatamente inferiore, nonché la promozione di altrettante squadre da ciascuna delle Leghe B, C e D a quella immediatamente superiore, in modo da garantire un ricambio fra le leghe mantenendo invariata la consistenza numerica. Le squadre promosse sarebbero state le vincitrici dei gironi, quelle retrocesse le ultime classificate (eccezion fatta per la Lega C, costituita da gironi dissimili, dove si prevedeva la retrocessione delle tre quarte classificate e della peggior terza).
L'UEFA decise di modificare la formula originaria già a partire dalla seconda edizione (2020-2021) e per questo furono annullate tutte le retrocessioni con l'obiettivo di portare ciascuna delle prime tre leghe a 16 squadre: la Lega A passò da 12 a 16 squadre grazie alla riammissione delle quattro retrocesse; la Lega B passò da 12 a 16 squadre per effetto della riammissione delle quattro retrocesse e dell'ulteriore promozione dalla Lega C anche delle quattro seconde classificate (a compensare le mancate retrocessioni dalla Lega A); la Lega C passò da 15 a 16 squadre per effetto della riammissione delle quattro retrocesse e (a compensare anche le mancate retrocessioni dalla Lega B e le quattro promozioni aggiuntive in Lega B stessa) dell'ulteriore promozione dalla Lega D anche delle quattro seconde classificate e della miglior terza; infine la Lega D scese da 16 a 7 squadre per effetto delle mancate retrocessioni dalla Lega C e delle cinque promozioni aggiuntive in Lega C stessa. La nuova formula consente di limitare le giornate di riposo alle sole nazionali inserite nell'unico girone triangolare di Lega D, aumentando il numero complessivo delle partite e diminuendo il numero di amichevoli.
Una nuova formula viene adottata a partire dalla quarta edizione (2024-2025) con l'introduzione dei quarti di finale tra le prime due classificate dei gironi della Lega A, per l'accesso alla fase finale, dopo la disputa della fase a gironi. Inoltre, vengono inseriti gli spareggi per le promozioni e le retrocessioni tra le varie leghe, con le terze classificate dei gironi della Lega A che vedono affrontare le seconde classificate dei gironi della Lega B, le terze classificate dei gironi della Lega B che si scontrano con le seconde classificate dei gironi della Lega C, e le due migliori quarte classificate dei gironi della Lega C che affrontano le seconde classificate dei gironi della Lega D. La nuova formula aumenta nuovamente il numero totale degli incontri.

## Partecipazioni
Aggiornato prima dei quarti di finale dell'edizione 2024-2025
| Nazionale            | Lega A | Lega B | Lega C | Lega D | Totale | Fasi finali | Vittorie |
| -------------------- | ------ | ------ | ------ | ------ | ------ | ----------- | -------- |
| Albania              | 0      | 2      | 2      | 0      | 4      | 0           | 0        |
| Andorra              | 0      | 0      | 0      | 4      | 4      | 0           | 0        |
| Armenia              | 0      | 1      | 2      | 1      | 4      | 0           | 0        |
| Austria              | 1      | 3      | 0      | 0      | 4      | 0           | 0        |
| Azerbaigian          | 0      | 0      | 3      | 1      | 4      | 0           | 0        |
| Belgio               | 4      | 0      | 0      | 0      | 4      | 1           | 0        |
| Bielorussia          | 0      | 0      | 3      | 1      | 4      | 0           | 0        |
| Bosnia ed Erzegovina | 2      | 2      | 0      | 0      | 4      | 0           | 0        |
| Bulgaria             | 0      | 1      | 3      | 0      | 4      | 0           | 0        |
| Cipro                | 0      | 0      | 4      | 0      | 4      | 0           | 0        |
| Croazia              | 4      | 0      | 0      | 0      | 4      | 2           | 0        |
| Danimarca            | 3      | 1      | 0      | 0      | 4      | 1           | 0        |
| Estonia              | 0      | 0      | 3      | 1      | 4      | 0           | 0        |
| Fær Øer              | 0      | 0      | 2      | 2      | 4      | 0           | 0        |
| Finlandia            | 0      | 3      | 1      | 0      | 4      | 0           | 0        |
| Francia              | 4      | 0      | 0      | 0      | 4      | 2           | 1        |
| Galles               | 1      | 3      | 0      | 0      | 4      | 0           | 0        |
| Georgia              | 0      | 1      | 2      | 1      | 4      | 0           | 0        |
| Germania             | 4      | 0      | 0      | 0      | 4      | 1           | 0        |
| Gibilterra           | 0      | 0      | 1      | 3      | 4      | 0           | 0        |
| Grecia               | 0      | 1      | 3      | 0      | 4      | 0           | 0        |
| Inghilterra          | 3      | 1      | 0      | 0      | 4      | 1           | 0        |
| Irlanda              | 0      | 4      | 0      | 0      | 4      | 0           | 0        |
| Irlanda del Nord     | 0      | 2      | 2      | 0      | 4      | 0           | 0        |
| Islanda              | 2      | 2      | 0      | 0      | 4      | 0           | 0        |
| Israele              | 1      | 2      | 1      | 0      | 4      | 0           | 0        |
| Italia               | 4      | 0      | 0      | 0      | 4      | 3           | 0        |
| Kazakistan           | 0      | 1      | 2      | 1      | 4      | 0           | 0        |
| Kosovo               | 0      | 0      | 3      | 1      | 4      | 0           | 0        |
| Lettonia             | 0      | 0      | 1      | 3      | 4      | 0           | 0        |
| Liechtenstein        | 0      | 0      | 0      | 4      | 4      | 0           | 0        |
| Lituania             | 0      | 0      | 4      | 0      | 4      | 0           | 0        |
| Lussemburgo          | 0      | 0      | 3      | 1      | 4      | 0           | 0        |
| Macedonia del Nord   | 0      | 0      | 3      | 1      | 4      | 0           | 0        |
| Malta                | 0      | 0      | 0      | 4      | 4      | 0           | 0        |
| Moldavia             | 0      | 0      | 1      | 3      | 4      | 0           | 0        |
| Montenegro           | 0      | 2      | 2      | 0      | 4      | 0           | 0        |
| Norvegia             | 0      | 3      | 1      | 0      | 4      | 0           | 0        |
| Paesi Bassi          | 4      | 0      | 0      | 0      | 4      | 3           | 0        |
| Polonia              | 4      | 0      | 0      | 0      | 4      | 0           | 0        |
| Portogallo           | 4      | 0      | 0      | 0      | 4      | 2           | 1        |
| Rep. Ceca            | 1      | 3      | 0      | 0      | 4      | 0           | 0        |
| Romania              | 0      | 2      | 2      | 0      | 4      | 0           | 0        |
| Russia               | 0      | 2      | 0      | 0      | 2      | 0           | 0        |
| San Marino           | 0      | 0      | 0      | 4      | 4      | 0           | 0        |
| Scozia               | 1      | 2      | 1      | 0      | 4      | 0           | 0        |
| Serbia               | 1      | 2      | 1      | 0      | 4      | 0           | 0        |
| Slovacchia           | 0      | 2      | 2      | 0      | 4      | 0           | 0        |
| Slovenia             | 0      | 2      | 2      | 0      | 4      | 0           | 0        |
| Spagna               | 4      | 0      | 0      | 0      | 4      | 3           | 1        |
| Svezia               | 1      | 2      | 1      | 0      | 4      | 0           | 0        |
| Svizzera             | 4      | 0      | 0      | 0      | 4      | 1           | 0        |
| Turchia              | 0      | 3      | 1      | 0      | 4      | 0           | 0        |
| Ucraina              | 1      | 3      | 0      | 0      | 4      | 0           | 0        |
| Ungheria             | 2      | 1      | 1      | 0      | 4      | 0           | 0        |

## Statistiche di squadra
Aggiornato dopo le partite del 20 marzo 2025.  Non si considerano le partite decise a tavolino
| Nazionale            | Giocate | Vittorie | Pareggi | Sconfitte | GF | GS | Porta inviolata | Punti |
| -------------------- | ------- | -------- | ------- | --------- | -- | -- | --------------- | ----- |
| Albania              | 20      | 6        | 5       | 9         | 17 | 24 | 6               | 23    |
| Andorra              | 22      | 2        | 9       | 11        | 9  | 31 | 7               | 15    |
| Armenia              | 25      | 9        | 4       | 12        | 35 | 43 | 4               | 31    |
| Austria              | 23      | 10       | 6       | 7         | 33 | 24 | 7               | 36    |
| Azerbaigian          | 24      | 6        | 8       | 10        | 19 | 31 | 11              | 26    |
| Belgio               | 25      | 12       | 2       | 11        | 46 | 37 | 5               | 38    |
| Bielorussia          | 24      | 8        | 10      | 6         | 26 | 19 | 12              | 34    |
| Bosnia ed Erzegovina | 22      | 6        | 7       | 9         | 20 | 37 | 7               | 25    |
| Bulgaria             | 25      | 7        | 10      | 8         | 23 | 28 | 8               | 31    |
| Cipro                | 26      | 6        | 6       | 14        | 17 | 46 | 6               | 24    |
| Croazia              | 25      | 10       | 5       | 10        | 35 | 42 | 6               | 35    |
| Danimarca            | 23      | 12       | 5       | 6         | 29 | 18 | 12              | 41    |
| Estonia              | 24      | 6        | 6       | 12        | 22 | 30 | 6               | 24    |
| Fær Øer              | 24      | 7        | 10      | 7         | 26 | 31 | 3               | 31    |
| Finlandia            | 24      | 10       | 2       | 12        | 22 | 27 | 9               | 32    |
| Francia              | 25      | 14       | 5       | 6         | 38 | 27 | 7               | 47    |
| Galles               | 22      | 10       | 5       | 7         | 28 | 21 | 9               | 35    |
| Georgia              | 25      | 14       | 7       | 4         | 44 | 17 | 11              | 49    |
| Germania             | 23      | 8        | 11      | 4         | 44 | 33 | 4               | 35    |
| Gibilterra           | 22      | 5        | 6       | 11        | 15 | 39 | 6               | 21    |
| Grecia               | 25      | 16       | 3       | 6         | 31 | 13 | 16              | 51    |
| Inghilterra          | 24      | 10       | 6       | 8         | 34 | 25 | 10              | 36    |
| Irlanda              | 23      | 5        | 6       | 12        | 15 | 29 | 6               | 21    |
| Irlanda del Nord     | 22      | 4        | 6       | 12        | 24 | 31 | 5               | 18    |
| Islanda              | 21      | 2        | 5       | 14        | 21 | 51 | 2               | 11    |
| Israele              | 20      | 7        | 5       | 8         | 26 | 31 | 4               | 26    |
| Italia               | 27      | 13       | 8       | 6         | 38 | 28 | 10              | 47    |
| Kazakistan           | 26      | 7        | 6       | 13        | 23 | 39 | 6               | 27    |
| Kosovo               | 24      | 13       | 4       | 7         | 42 | 21 | 10              | 44    |
| Lettonia             | 24      | 6        | 10      | 8         | 26 | 26 | 8               | 28    |
| Liechtenstein        | 20      | 2        | 5       | 13        | 14 | 31 | 4               | 11    |
| Lituania             | 26      | 4        | 3       | 19        | 16 | 48 | 4               | 15    |
| Lussemburgo          | 24      | 9        | 7       | 8         | 30 | 23 | 9               | 34    |
| Macedonia del Nord   | 24      | 14       | 5       | 5         | 40 | 21 | 11              | 47    |
| Malta                | 20      | 6        | 7       | 7         | 20 | 26 | 7               | 25    |
| Moldavia             | 24      | 10       | 5       | 9         | 22 | 25 | 11              | 35    |
| Montenegro           | 24      | 9        | 3       | 12        | 27 | 23 | 9               | 30    |
| Norvegia             | 23      | 14       | 4       | 5         | 41 | 20 | 11              | 46    |
| Paesi Bassi          | 27      | 13       | 8       | 6         | 51 | 32 | 7               | 47    |
| Polonia              | 22      | 5        | 5       | 12        | 25 | 40 | 2               | 20    |
| Portogallo           | 25      | 15       | 6       | 4         | 45 | 17 | 10              | 51    |
| Rep. Ceca            | 22      | 10       | 3       | 9         | 27 | 30 | 5               | 33    |
| Romania              | 22      | 11       | 6       | 5         | 34 | 23 | 7               | 39    |
| Russia               | 10      | 4        | 3       | 3         | 13 | 15 | 3               | 15    |
| San Marino           | 18      | 2        | 3       | 13        | 5  | 31 | 3               | 9     |
| Scozia               | 23      | 13       | 3       | 7         | 34 | 21 | 10              | 40    |
| Serbia               | 25      | 10       | 10      | 5         | 37 | 23 | 10              | 40    |
| Slovacchia           | 23      | 8        | 4       | 11        | 25 | 26 | 7               | 28    |
| Slovenia             | 25      | 7        | 11      | 7         | 26 | 28 | 9               | 32    |
| Spagna               | 27      | 15       | 7       | 5         | 53 | 25 | 11              | 52    |
| Svezia               | 22      | 9        | 3       | 10        | 36 | 31 | 7               | 30    |
| Svizzera             | 23      | 6        | 6       | 11        | 33 | 39 | 3               | 24    |
| Turchia              | 23      | 10       | 6       | 7         | 40 | 27 | 8               | 36    |
| Ucraina              | 22      | 11       | 4       | 7         | 31 | 28 | 8               | 37    |
| Ungheria             | 25      | 10       | 7       | 8         | 29 | 29 | 11              | 37    |

### Partite decise a tavolino
- 15/11/2020  Romania- Norvegia per Covid[5]
- 17/11/2020  Svizzera- Ucraina per quarantena dovuta al Covid[6]
- 15/11/2024  Romania- Kosovo per abbandono dopo cori pro Serbia[7]

### Prestazione della squadra ospitante (fase finale)
| Anno      | Paese ospitante | Risultato    |
| --------- | --------------- | ------------ |
| 2018-2019 | Portogallo      | Campione     |
| 2020-2021 | Italia          | Terzo posto  |
| 2022-2023 | Paesi Bassi     | Quarto posto |
| 2024-2025 | Germania        | Quarto posto |

## Lega A
I dati si riferiscono solo alle partite dei gironi e dei play-off A-B, non sono incluse le partite della fase finale (considerata fase finale anche i quarti di finale disputati dall'edizione 2024-2025).
Aggiornato dopo le partite del 19 novembre 2024.
| Nazionale            | Partecipazioni | Giocate | Vittorie | Pareggi | Sconfitte | GF | GS | Porta inviolata | Fase finale | Play-out | Retrocessioni |
| -------------------- | -------------- | ------- | -------- | ------- | --------- | -- | -- | --------------- | ----------- | -------- | ------------- |
| Austria              | 1              | 6       | 1        | 1       | 4         | 6  | 10 | 1               | 0           | 0        | 1             |
| Belgio               | 4              | 22      | 12       | 2       | 8         | 42 | 29 | 5               | 1           | 1        | 0             |
| Bosnia ed Erzegovina | 2              | 12      | 0        | 4       | 8         | 7  | 28 | 2               | 0           | 0        | 2             |
| Croazia              | 4              | 22      | 8        | 4       | 10        | 29 | 40 | 4               | 2           | 0        | 0             |
| Danimarca            | 3              | 18      | 9        | 3       | 6         | 24 | 17 | 8               | 1           | 0        | 0             |
| Francia              | 4              | 22      | 12       | 5       | 5         | 33 | 22 | 7               | 2           | 0        | 0             |
| Galles               | 1              | 6       | 0        | 1       | 5         | 6  | 11 | 0               | 0           | 0        | 1             |
| Germania             | 4              | 22      | 7        | 11      | 4         | 42 | 32 | 4               | 1           | 0        | 0             |
| Inghilterra          | 3              | 16      | 5        | 5       | 6         | 18 | 18 | 5               | 1           | 0        | 1             |
| Islanda              | 2              | 10      | 0        | 0       | 10        | 4  | 30 | 0               | 0           | 0        | 1             |
| Israele              | 1              | 6       | 1        | 1       | 4         | 5  | 13 | 2               | 0           | 0        | 1             |
| Italia               | 4              | 22      | 11       | 8       | 3         | 30 | 19 | 10              | 3           | 0        | 0             |
| Paesi Bassi          | 4              | 22      | 12       | 7       | 3         | 42 | 21 | 7               | 3           | 0        | 0             |
| Polonia              | 4              | 22      | 5        | 5       | 12        | 25 | 40 | 2               | 0           | 0        | 1             |
| Portogallo           | 4              | 22      | 13       | 6       | 3         | 41 | 15 | 9               | 2           | 0        | 0             |
| Rep. Ceca            | 1              | 6       | 1        | 1       | 4         | 5  | 13 | 0               | 0           | 0        | 1             |
| Scozia               | 1              | 6       | 2        | 1       | 3         | 7  | 8  | 2               | 0           | 1        | 0             |
| Serbia               | 1              | 6       | 1        | 3       | 2         | 3  | 6  | 3               | 0           | 1        | 0             |
| Spagna               | 4              | 22      | 13       | 5       | 4         | 46 | 19 | 10              | 3           | 0        | 0             |
| Svezia               | 1              | 6       | 1        | 0       | 5         | 5  | 13 | 0               | 0           | 0        | 1             |
| Svizzera             | 4              | 21      | 6        | 5       | 10        | 32 | 36 | 2               | 1           | 0        | 1             |
| Ucraina              | 1              | 5       | 2        | 0       | 3         | 5  | 10 | 1               | 0           | 0        | 1             |
| Ungheria             | 2              | 12      | 4        | 4       | 4         | 12 | 16 | 5               | 0           | 1        | 0             |

### Statistiche di squadra

#### Reti
- Maggior numero di reti segnate: 46  Spagna in 22 partite
- Maggior numero di reti segnate in una singola edizione: 18  Germania in 6 partite (2024-2025)
- Maggior numero di reti subite: 40  Croazia in 22 partite,  Polonia in 22 partite
- Maggior numero di reti subite in una singola edizione: 17  Islanda in 6 partite (2020-2021),  Bosnia ed Erzegovina in 6 partite (2024-2025)
- Minor numero di reti segnate per partita[11]: 0,40  Islanda (4 in 10 partite)
- Minor numero di reti segnate in una singola edizione: 1  Islanda in 4 partite (2018-2019)
- Minor numero di reti subite per partita[11]: 0,68  Portogallo (15 in 22 partite)
- Minor numero di reti subite in una singola edizione: 2  Italia in 6 partite (2020-2021),  Italia in 4 partite (2018-2019)
- Partita terminata con maggiore scarto di reti: 7  Germania- Bosnia ed Erzegovina 7-0 (2024-2025)
- Maggior numero di reti segnate in una singola partita: 7  Svizzera- Belgio 5-2 (2018-2019),  Belgio- Polonia 6-1 (2022-2023),  Germania- Italia 5-2 (2022-2023),  Germania- Bosnia ed Erzegovina 7-0 (2024-2025)

#### Porta inviolata
- Maggior numero di porte inviolate: 10  Italia in 22 partite,  Spagna in 22 partite
- Maggior numero di porte inviolate in una singola edizione: 4  Italia in 6 partite (2020-2021)

#### Risultati partite
- Serie di vittorie: 5

 Spagna
Serie aperta l'8 settembre 2024 Svizzera-Spagna 1-4
Serie ancora aperta al 19 novembre 2024
- Serie di imbattibilità: 13

 Paesi Bassi
Serie aperta l'11 ottobre 2020 Bosnia Erzegovina-Paesi Bassi 0-0
Serie chiusa il 14 ottobre 2024 Germania-Paesi Bassi 1-0
- Maggior numero di vittorie: 13  Portogallo,  Spagna
- Maggior numero di pareggi: 11  Germania
- Maggior numero di sconfitte: 12  Polonia
- Minor numero di sconfitte[11]: 2  Serbia
- Minor numero di pareggi[11]: 0  Islanda,  Svezia,  Ucraina
- Minor numero di vittorie[11]: 0  Bosnia ed Erzegovina,  Galles,  Islanda

### Statistiche individuali

#### Reti
- Maggior numero di reti segnate: 9  Romelu Lukaku,  Cristiano Ronaldo
- Maggior numero di reti segnate in una singola edizione: 5  Haris Seferović (2018-2019),  Romelu Lukaku (2020-2021),  Cristiano Ronaldo (2024-2025)
- Maggior numero di reti segnate in una singola partita: 3  Haris Seferović (2018-2019,  Svizzera- Belgio 5-2),  Ferrán Torres (2020-2021,  Spagna- Germania 6-0)

#### Porta inviolata
- Maggior numero di porte inviolate: 10  Gianluigi Donnarumma
- Maggior numero di porte inviolate in una singola edizione: 4  Gianluigi Donnarumma

#### Presenze
- Maggior numero di presenze: 20  Gianluigi Donnarumma,  Bernardo Silva,  Piotr Zielinski,  Luka Modric,  Granit Xhaka

## Lega B
I dati si riferiscono alle partite dei gironi e dei play-off A-B e B-C
Aggiornato dopo le partite del 19 novembre 2024.  
| Nazionale            | Partecipazioni | Giocate | Vittorie | Pareggi | Sconfitte | GF | GS | Porta inviolata | Promozioni | Play-off | Play-out | Retrocessioni |
| -------------------- | -------------- | ------- | -------- | ------- | --------- | -- | -- | --------------- | ---------- | -------- | -------- | ------------- |
| Albania              | 2              | 10      | 2        | 3       | 5         | 8  | 12 | 2               | 0          | 0        | 0        | 1             |
| Armenia              | 1              | 6       | 1        | 0       | 5         | 4  | 17 | 1               | 0          | 0        | 0        | 1             |
| Austria              | 3              | 16      | 9        | 4       | 3         | 26 | 13 | 6               | 1          | 1        | 0        | 0             |
| Bosnia ed Erzegovina | 2              | 10      | 6        | 3       | 1         | 13 | 9  | 5               | 2          | 0        | 0        | 0             |
| Bulgaria             | 1              | 6       | 0        | 2       | 4         | 2  | 7  | 1               | 0          | 0        | 0        | 1             |
| Danimarca            | 1              | 4       | 2        | 2       | 0         | 4  | 1  | 3               | 1          | 0        | 0        | 0             |
| Finlandia            | 3              | 18      | 6        | 2       | 10        | 17 | 24 | 5               | 0          | 0        | 0        | 1             |
| Galles               | 3              | 16      | 10       | 4       | 2         | 22 | 10 | 9               | 2          | 0        | 0        | 0             |
| Georgia              | 1              | 6       | 2        | 1       | 3         | 7  | 6  | 1               | 0          | 0        | 1        | 0             |
| Grecia               | 1              | 6       | 5        | 0       | 1         | 11 | 4  | 4               | 0          | 1        | 0        | 0             |
| Inghilterra          | 1              | 6       | 5        | 0       | 1         | 16 | 3  | 4               | 1          | 0        | 0        | 0             |
| Irlanda              | 4              | 22      | 4        | 6       | 12        | 13 | 28 | 6               | 0          | 0        | 1        | 0             |
| Irlanda del Nord     | 2              | 10      | 0        | 2       | 8         | 6  | 18 | 0               | 0          | 0        | 0        | 1             |
| Islanda              | 2              | 10      | 2        | 5       | 3         | 16 | 19 | 2               | 0          | 0        | 1        | 0             |
| Israele              | 2              | 10      | 4        | 4       | 2         | 15 | 13 | 1               | 1          | 0        | 0        | 0             |
| Kazakistan           | 1              | 6       | 0        | 1       | 5         | 0  | 15 | 1               | 0          | 0        | 0        | 1             |
| Montenegro           | 2              | 12      | 3        | 1       | 8         | 10 | 15 | 2               | 0          | 0        | 0        | 1             |
| Norvegia             | 3              | 17      | 10       | 3       | 4         | 34 | 18 | 7               | 1          | 0        | 0        | 0             |
| Rep. Ceca            | 3              | 16      | 9        | 2       | 5         | 22 | 17 | 5               | 2          | 0        | 0        | 0             |
| Romania              | 2              | 11      | 3        | 3       | 5         | 11 | 17 | 1               | 0          | 0        | 0        | 1             |
| Russia               | 2              | 10      | 4        | 3       | 3         | 13 | 15 | 3               | 0          | 0        | 0        | 1             |
| Scozia               | 1              | 12      | 7        | 2       | 3         | 16 | 9  | 5               | 1          | 0        | 0        | 0             |
| Serbia               | 2              | 12      | 5        | 4       | 3         | 22 | 12 | 4               | 1          | 0        | 0        | 0             |
| Slovacchia           | 2              | 10      | 2        | 1       | 7         | 10 | 15 | 1               | 0          | 0        | 0        | 1             |
| Slovenia             | 2              | 12      | 3        | 5       | 4         | 13 | 19 | 3               | 0          | 0        | 1        | 0             |
| Svezia               | 2              | 10      | 3        | 2       | 5         | 12 | 14 | 4               | 1          | 0        | 0        | 1             |
| Turchia              | 3              | 16      | 5        | 5       | 6         | 19 | 21 | 4               | 0          | 1        | 0        | 1             |
| Ucraina              | 2              | 16      | 8        | 4       | 4         | 23 | 17 | 7               | 1          | 1        | 0        | 0             |
| Ungheria             | 1              | 6       | 3        | 2       | 1         | 7  | 4  | 4               | 1          | 0        | 0        | 0             |

### Statistiche di squadra

#### Reti
- Maggior numero di reti segnate: 34  Norvegia in 17 partite
- Maggior numero di reti segnate in una singola edizione: 16  Inghilterra in 6 partite (2024-2025)
- Maggior numero di reti subite: 28  Irlanda in 22 partite
- Maggior numero di reti subite in una singola edizione: 17  Armenia in 6 partite (2022-2023)
- Minor numero di reti segnate per partita[11]: 0,00  Kazakistan (0 in 6 partite)
- Minor numero di reti segnate in una singola edizione: 0  Kazakistan in 6 partite (2024-2025)
- Minor numero di reti subite per partita[11]: 0,25  Danimarca (1 in 4 partite)
- Minor numero di reti subite in una singola edizione: 1 (3 squadre)  Bosnia ed Erzegovina in 4 partite (2018-2019),  Danimarca in 4 partite (2018-2019),  Galles in 6 partite (2020-2021)
- Partita terminata con maggiore scarto di reti: 5  Serbia- Russia 5-0 (2020-2021),  Armenia- Ucraina 0-5 (2022-2023),  Norvegia- Kazakistan 5-0 (2024-2025),  Inghilterra- Irlanda 5-0 (2024-2025)
- Maggior numero di reti segnate in una singola partita: 6  Irlanda del Nord- Norvegia 1-5 (2020-2021),  Austria- Norvegia 5-1 (2024-2025)

#### Porta inviolata
- Maggior numero di porte inviolate: 9  Galles in 16 partite
- Maggior numero di porte inviolate in una singola edizione: 5  Galles in 6 partite (2020-2021)

#### Risultati partite
- Serie di vittorie 4

 Finlandia
Serie aperta il 6 settembre 2020 Irlanda-Finlandia 0-1
Serie chiusa il 18 novembre 2020 Galles-Finlandia 3-1
 Grecia
Serie aperta il 7 settembre 2024 Grecia-Finlandia 3-0
Serie chiusa il 14 novembre 2024 Grecia-Inghilterra 0-3
- Serie di imbattibilità 12

 Galles
Serie aperta il 3 settembre 2020 Finlandia-Galles 0-1
Serie ancora aperta al 19 novembre 2024
- Maggior numero di vittorie: 10  Galles,  Norvegia
- Maggior numero di pareggi: 6  Irlanda
- Maggior numero di sconfitte: 12  Irlanda
- Minor numero di sconfitte[11]: 0  Danimarca
- Minor numero di pareggi[11]: 0  Armenia,  Grecia,  Inghilterra
- Minor numero di vittorie[11]: 0  Bulgaria,  Irlanda del Nord,  Kazakistan

### Statistiche individuali

#### Reti
- Maggior numero di reti segnate: 19  Erling Haaland
- Maggior numero di reti segnate in una singola edizione: 7  Erling Haaland (2024-2025)
- Maggior numero di reti segnate in una singola partita: 3  Erling Haaland (2 volte) (2020-2021,  Norvegia- Romania 4-0 e 2024-2025  Norvegia- Kazakistan 5-0),  Eran Zahavi (2020-2021,  Slovacchia- Israele 2-3),  Stefan Mugoša (2022-2023,  Romania- Montenegro 0-3),  Aleksandar Mitrović (2022-2023,  Serbia- Svezia 4-1),  Benjamin Šeško (2024-2025,  Slovenia- Kazakistan 3-0),  Kerem Aktürkoğlu (2024-2025,  Turchia- Islanda 3-1),  Nikola Krstovic (2024-2025,  Montenegro- Turchia 3-1)

#### Porta inviolata
- Maggior numero di porte inviolate: 5  Ibrahim Šehić,  Lukáš Hrádecký,  Wayne Hennessey
- Maggior numero di porte inviolate in una singola edizione: 4  Wayne Hennessey (2020-2021),  Jordan Pickford (2024-2025),  Odysseas Vlachodīmos (2024-2025)

#### Presenze
- Maggior numero di presenze: 18  Glen Kamara

## Lega C
I dati si riferiscono alle partite dei gironi e dei play-off B-C e C-D
Aggiornato dopo le partite del 12 ottobre 2024.
| Nazionale          | Partecipazioni | Giocate | Vittorie | Pareggi | Sconfitte | GF | GS | Porta inviolata | Promozioni | Play-off | Play-out | Retrocessioni |
| ------------------ | -------------- | ------- | -------- | ------- | --------- | -- | -- | --------------- | ---------- | -------- | -------- | ------------- |
| Albania            | 2              | 10      | 4        | 2       | 4         | 9  | 12 | 4               | 1          | 0        | 0        | 0             |
| Armenia            | 2              | 12      | 5        | 3       | 4         | 17 | 15 | 2               | 1          | 1        | 0        | 0             |
| Azerbaigian        | 3              | 18      | 4        | 5       | 9         | 12 | 25 | 8               | 0          | 0        | 0        | 1             |
| Bielorussia        | 3              | 18      | 4        | 8       | 6         | 16 | 19 | 6               | 0          | 0        | 0        | 0             |
| Bulgaria           | 3              | 18      | 7        | 8       | 3         | 20 | 19 | 7               | 1          | 1        | 0        | 0             |
| Cipro              | 4              | 26      | 6        | 6       | 14        | 17 | 46 | 6               | 0          | 0        | 1        | 0             |
| Estonia            | 3              | 20      | 2        | 6       | 12        | 12 | 28 | 4               | 0          | 0        | 1        | 1             |
| Fær Øer            | 2              | 12      | 3        | 5       | 4         | 12 | 16 | 1               | 0          | 0        | 0        | 0             |
| Finlandia          | 1              | 6       | 4        | 0       | 2         | 5  | 3  | 4               | 1          | 0        | 0        | 0             |
| Georgia            | 2              | 12      | 6        | 5       | 1         | 22 | 9  | 6               | 1          | 0        | 0        | 0             |
| Gibilterra         | 1              | 8       | 0        | 1       | 7         | 3  | 20 | 0               | 0          | 0        | 1        | 1             |
| Grecia             | 3              | 18      | 11       | 3       | 4         | 19 | 8  | 12              | 1          | 0        | 0        | 0             |
| Irlanda del Nord   | 2              | 12      | 4        | 4       | 4         | 18 | 13 | 4               | 1          | 0        | 0        | 0             |
| Israele            | 1              | 4       | 2        | 0       | 2         | 6  | 5  | 1               | 1          | 0        | 0        | 0             |
| Kazakistan         | 2              | 14      | 6        | 2       | 6         | 15 | 17 | 4               | 1          | 0        | 1        | 0             |
| Kosovo             | 3              | 17      | 8        | 2       | 7         | 25 | 18 | 6               | 0          | 1        | 0        | 0             |
| Lettonia           | 1              | 6       | 1        | 1       | 4         | 4  | 11 | 1               | 0          | 0        | 0        | 1             |
| Lituania           | 4              | 26      | 4        | 3       | 19        | 16 | 48 | 4               | 0          | 0        | 2        | 0             |
| Lussemburgo        | 3              | 18      | 6        | 6       | 6         | 19 | 19 | 6               | 0          | 0        | 1        | 0             |
| Macedonia del Nord | 3              | 18      | 9        | 5       | 4         | 26 | 16 | 7               | 1          | 0        | 0        | 0             |
| Moldavia           | 1              | 8       | 1        | 1       | 6         | 3  | 13 | 1               | 0          | 0        | 1        | 1             |
| Montenegro         | 2              | 12      | 6        | 2       | 4         | 17 | 8  | 7               | 1          | 0        | 0        | 0             |
| Norvegia           | 1              | 6       | 4        | 1       | 1         | 7  | 2  | 4               | 1          | 0        | 0        | 0             |
| Romania            | 2              | 11      | 8        | 3       | 0         | 23 | 6  | 6               | 2          | 0        | 0        | 0             |
| Scozia             | 1              | 4       | 3        | 0       | 1         | 10 | 4  | 2               | 1          | 0        | 0        | 0             |
| Serbia             | 1              | 6       | 4        | 2       | 0         | 11 | 4  | 3               | 1          | 0        | 0        | 0             |
| Slovacchia         | 2              | 12      | 6        | 2       | 4         | 15 | 11 | 5               | 0          | 1        | 0        | 0             |
| Slovenia           | 2              | 12      | 4        | 5       | 3         | 13 | 9  | 5               | 1          | 0        | 0        | 0             |
| Svezia             | 1              | 6       | 5        | 1       | 0         | 19 | 4  | 3               | 1          | 0        | 0        | 0             |
| Turchia            | 1              | 6       | 4        | 1       | 1         | 18 | 5  | 4               | 1          | 0        | 0        | 0             |
| Ungheria           | 1              | 6       | 3        | 1       | 2         | 9  | 6  | 2               | 1          | 0        | 0        | 0             |

### Statistiche di squadra

#### Reti
- Maggior numero di reti segnate: 26  Macedonia del Nord in 18 partite
- Maggior numero di reti segnate in una singola edizione: 19  Svezia in 6 partite (2024-2025)
- Maggior numero di reti subite: 48  Lituania in 26 partite
- Maggior numero di reti subite in una singola edizione: 20  Gibilterra in 8 partite (2022-2023)
- Minor numero di reti segnate per partita[11]: 0,38  Moldavia,  Gibilterra (3 in 8 partite)
- Minor numero di reti segnate in una singola edizione: 2  Azerbaigian in 6 partite (2020-2021)
- Minor numero di reti subite per partita[11]: 0,33  Norvegia (2 in 6 partite)
- Minor numero di reti subite in una singola edizione: 1  Slovenia in 6 partite (2020-2021),  Grecia in 6 partite (2020-2021),  Macedonia del Nord in 6 partite (2024-2025)
- Partita terminata con maggiore scarto di reti: 6  Turchia- Lituania 6-0 (2022-2023),  Svezia- Azerbaigian 6-0 (2024-2025)
- Maggior numero di reti segnate in una singola partita: 7  Bulgaria- Georgia 2-5 (2022-2023)

#### Porta inviolata
- Maggior numero di porte inviolate: 12  Grecia in 18 partite
- Maggior numero di porte inviolate in una singola edizione: 5 (4 squadre)  Grecia in 6 partite (2020-2021),  Slovenia in 6 partite (2020-2021),  Montenegro in 6 partite (2020-2021),  Macedonia del Nord in 6 partite (2024-2025)

#### Risultati partite
- Serie di vittorie: 7

 Romania
Serie aperta il 17 novembre 2018 Romania-Lituania 3-0
Serie ancora aperta al 19 novembre 2024
- Serie di imbattibilità: 11

 Romania
Serie aperta il 7 settembre 2018 Romania-Montenegro 0-0
Serie ancora aperta al 19 novembre 2024
- Maggior numero di vittorie: 11  Grecia
- Maggior numero di pareggi: 8  Bulgaria,  Bielorussia
- Maggior numero di sconfitte: 19  Lituania
- Minor numero di sconfitte[11]: 0 (3 squadre)  Romania,  Serbia,  Svezia
- Minor numero di pareggi[11]: 0 (3 squadre)  Finlandia,  Israele,  Scozia
- Minor numero di vittorie[11]: 0  Gibilterra

### Statistiche individuali

#### Reti
- Maggior numero di reti segnate: 9  Viktor Gyökeres
- Maggior numero di reti segnate in una singola edizione: 9  Viktor Gyökeres (2024-2025)
- Maggior numero di reti segnate in una singola partita: 4  Viktor Gyökeres (2024-2025 Svezia-Azerbaigian 6-0)

#### Porta inviolata
- Maggior numero di porte inviolate: 9  Odisseas Vlachodimos
- Maggior numero di porte inviolate in una singola edizione: 5  Jan Oblak (2020-2021),  Milan Mijatović (2020-2021),  Stole Dimitrievski (2024-2025)

#### Presenze
- Maggior numero di presenze: 24  Kostakis Artymatas

### Spareggi salvezza
Nell'edizione 2020-2021 la retrocessione nella Lega D è decisa da 2 spareggi tra le 4 ultime dei gironi mentre nell'edizione 2022-2023 lo spareggio è stato tra le due peggiori ultime. 
Nell'edizione 2024-2025 le due peggiori ultime sono retrocesse e le due migliori ultime giocano nel Play-Off C-D
- Squadra col maggior numero di partecipazioni: 2  Lituania (2022-2023, 2024-2025)
- Squadra col maggior numero di salvezze: 1  Cipro (2020-2021),  Kazakistan (2020-2021),  Lituania (2022-2023)
- Squadra con maggior numero di spareggi finiti ai rigori: 1  Kazakistan (2020-2021),  Moldavia (2020-2021)
- Squadra con maggior numero di spareggi vinti ai rigori: 1  Kazakistan (2020-2021)
- Squadra con maggior numero di spareggi persi ai rigori: 1  Moldavia (2020-2021)

## Lega D
I dati si riferiscono alle partite dei gironi e dei play-off C-D. 
Aggiornato dopo le partite del 19 novembre 2024.
| Nazionale          | Partecipazioni | Giocate | Vittorie | Pareggi | Sconfitte | GF | GS | Porta inviolata | Promozioni | Play-off |
| ------------------ | -------------- | ------- | -------- | ------- | --------- | -- | -- | --------------- | ---------- | -------- |
| Andorra            | 4              | 22      | 2        | 9       | 11        | 9  | 31 | 7               | 0          | 0        |
| Armenia            | 1              | 6       | 3        | 1       | 2         | 14 | 8  | 1               | 1          | 0        |
| Azerbaigian        | 1              | 6       | 2        | 3       | 1         | 7  | 6  | 3               | 1          | 0        |
| Bielorussia        | 1              | 6       | 4        | 2       | 0         | 10 | 0  | 6               | 1          | 0        |
| Estonia            | 1              | 4       | 4        | 0       | 0         | 10 | 2  | 2               | 1          | 0        |
| Fær Øer            | 2              | 12      | 4        | 5       | 3         | 14 | 15 | 2               | 1          | 0        |
| Georgia            | 1              | 6       | 5        | 1       | 0         | 12 | 2  | 4               | 1          | 0        |
| Gibilterra         | 3              | 14      | 5        | 5       | 4         | 12 | 19 | 6               | 1          | 1        |
| Kazakistan         | 1              | 6       | 1        | 3       | 2         | 8  | 7  | 1               | 1          | 0        |
| Kosovo             | 1              | 6       | 4        | 2       | 0         | 15 | 2  | 4               | 1          | 0        |
| Lettonia           | 3              | 18      | 5        | 9       | 4         | 22 | 15 | 7               | 1          | 0        |
| Liechtenstein      | 4              | 20      | 2        | 5       | 13        | 14 | 31 | 4               | 0          | 0        |
| Lussemburgo        | 1              | 6       | 3        | 1       | 2         | 11 | 4  | 3               | 1          | 0        |
| Macedonia del Nord | 1              | 6       | 5        | 0       | 1         | 14 | 5  | 4               | 1          | 0        |
| Malta              | 4              | 20      | 6        | 7       | 7         | 20 | 26 | 7               | 0          | 1        |
| Moldavia           | 3              | 16      | 9        | 4       | 3         | 19 | 12 | 10              | 2          | 0        |
| San Marino         | 4              | 18      | 2        | 3       | 13        | 5  | 31 | 3               | 1          | 0        |

### Statistiche di squadra

#### Reti
- Maggior numero di reti segnate: 22  Lettonia in 18 partite
- Maggior numero di reti segnate in una singola edizione: 15  Kosovo in 6 partite (2018-2019)
- Maggior numero di reti subite: 31  Andorra in 22 partite,  Liechtenstein in 20 partite,  San Marino in 18 partite
- Maggior numero di reti subite in una singola edizione: 16  San Marino in 6 partite (2018-2019)
- Minor numero di reti segnate per partita[11]: 0,28  San Marino (5 in 18 partite)
- Minor numero di reti segnate in una singola edizione: 0  San Marino in 6 partite (2018-2019, 2020-2021, 2022-2023)
- Minor numero di reti subite per partita[11]: 0,00  Bielorussia (0 in 6 partite)
- Minor numero di reti subite in una singola edizione: 0  Bielorussia in 6 partite (2018-2019)
- Partita terminata con maggiore scarto di reti: 5  Bielorussia- San Marino 5-0 (2018-2019),  Malta- Kosovo 0-5 (2018-2019),  Andorra- Lettonia 0-5 (2020-2021)
- Maggior numero di reti segnate in una singola partita: 8  Gibilterra- Armenia 2-6, (2018-2019)

#### Porta inviolata
- Maggior numero di porte inviolate: 10  Moldavia in 16 partite
- Maggior numero di porte inviolate in una singola edizione: 6  Bielorussia in 6 partite (2018-2019)

#### Risultati partite
- Serie di vittorie: 5

 Lettonia
Serie aperta il 17 novembre 2020: Andorra-Lettonia 0-5
Serie chiusa il 22 settembre 2022: Lettonia-Moldavia 1-2
 Moldavia
Serie aperta il 14 giugno 2022: Moldavia-Andorra 2-1
Serie chiusa il 13 ottobre 2024: Malta-Moldavia 1-0
- Serie di imbattibilità: 8

 Gibilterra
Serie aperta il 5 settembre 2020: Gibilterra-San Marino 1-0
Serie ancora aperta al 19 novembre 2024
- Maggior numero di vittorie: 9  Moldavia
- Maggior numero di pareggi: 9  Lettonia,  Andorra
- Maggior numero di sconfitte: 13  San Marino,  Liechtenstein
- Minor numero di sconfitte[11]: 0  Estonia,  Georgia,  Kosovo,  Bielorussia
- Minor numero di pareggi[11]: 0  Estonia,  Macedonia del Nord
- Minor numero di vittorie[11]: 1  Kazakistan

### Statistiche individuali

#### Reti
- Maggior numero di reti segnate: 7  Jānis Ikaunieks
- Maggior numero di reti segnate in una singola edizione: 5  Yura Movsisyan (2018-2019),  Stanislaw Drahun (2018-2019)
- Maggior numero di reti segnate in una singola partita: 4  Yura Movsisyan (2018-2019,  Gibilterra- Armenia 2-6)

#### Porta inviolata
- Maggior numero di porte inviolate: 7  Henry Bonello
- Maggior numero di porte inviolate in una singola edizione: 4  Giorgi Loria (2018-2019),  Stole Dimitrievski (2018-2019),  Alexei Koșelev (2018-2019)

#### Presenze
- Maggior numero di presenze: 20  Joan Cervos,  Joseph Mbong

## Statistiche individuali

### Classifica assoluta dei marcatori
| Giocatore             | Nazionale            | Reti | Partite | Media reti | Fase Finale 1 | Lega A 0.8 | Lega B 0.6 | Lega C 0.4 | Lega D 0.2 | Pts. |
| --------------------- | -------------------- | ---- | ------- | ---------- | ------------- | ---------- | ---------- | ---------- | ---------- | ---- |
| Erling Haaland        | Norvegia             | 19   | 16      | 1,19       | 0             | 0          | 19         | 0          | 0          | 11.4 |
| Aleksandar Mitrović   | Serbia               | 15   | 19      | 0,79       | 0             | 1          | 8          | 6          | 0          | 8.0  |
| Cristiano Ronaldo     | Portogallo           | 12   | 16      | 0,75       | 3             | 9          | 0          | 0          | 0          | 10.2 |
| Romelu Lukaku         | Belgio               | 10   | 10      | 1,00       | 1             | 9          | 0          | 0          | 0          | 8.2  |
| Viktor Gyökeres       | Svezia               | 10   | 11      | 0,91       | 0             | 0          | 0          | 9          | 0          | 4.2  |
| Vedat Muriqi          | Kosovo               | 10   | 16      | 0,63       | 0             | 0          | 0          | 8          | 2          | 3.6  |
| Edin Dzeko            | Bosnia ed Erzegovina | 9    | 19      | 0,47       | 0             | 3          | 6          | 0          | 0          | 6.0  |
| Danel Sinani          | Lussemburgo          | 9    | 23      | 0,39       | 0             | 0          | 0          | 6          | 3          | 3.0  |
| Christian Eriksen     | Danimarca            | 8    | 21      | 0,38       | 0             | 6          | 2          | 0          | 0          | 6.0  |
| Benjamin Šeško        | Slovenia             | 8    | 12      | 0,67       | 0             | 0          | 8          | 0          | 0          | 4.8  |
| Teemu Pukki           | Finlandia            | 8    | 23      | 0,35       | 0             | 0          | 5          | 3          | 0          | 4.2  |
| Stefan Mugoša         | Montenegro           | 8    | 17      | 0,47       | 0             | 0          | 4          | 4          | 0          | 4.0  |
| Ferran Torres         | Spagna               | 7    | 16      | 0,44       | 2             | 5          | 0          | 0          | 0          | 6.0  |
| Kylian Mbappé         | Francia              | 7    | 17      | 0,41       | 2             | 5          | 0          | 0          | 0          | 6.0  |
| Michy Batshuayi       | Belgio               | 7    | 11      | 0,64       | 0             | 7          | 0          | 0          | 0          | 5.6  |
| Memphis Depay         | Paesi Bassi          | 7    | 15      | 0,47       | 0             | 7          | 0          | 0          | 0          | 5.6  |
| Timo Werner           | Germania             | 7    | 16      | 0,44       | 0             | 7          | 0          | 0          | 0          | 5.6  |
| Haris Seferović       | Svizzera             | 7    | 17      | 0,41       | 0             | 7          | 0          | 0          | 0          | 5.6  |
| Alexander Sørloth     | Norvegia             | 7    | 19      | 0,37       | 0             | 0          | 7          | 0          | 0          | 4.2  |
| Anastasios Bakasetas  | Grecia               | 7    | 23      | 0,30       | 0             | 2          | 5          | 0          | 0          | 3.2  |
| Khvicha Kvaratskhelia | Georgia              | 7    | 13      | 0,54       | 0             | 0          | 1          | 6          | 0          | 3.0  |
| Gerson Rodrigues      | Lussemburgo          | 7    | 18      | 0,39       | 0             | 0          | 0          | 7          | 0          | 2.8  |
| Ion Nicolăescu        | Moldavia             | 7    | 17      | 0,41       | 0             | 0          | 0          | 2          | 5          | 1.8  |
| Jānis Ikaunieks       | Lettonia             | 7    | 16      | 0,44       | 0             | 0          | 0          | 0          | 7          | 1.4  |

### Classifica assoluta dei marcatori nella fase finale
Aggiornato al 10 giugno 2025
| Calciatore           | Reti | Pr. | Nazionale   |
| -------------------- | ---- | --- | ----------- |
| Cristiano Ronaldo    | 6    | 6   | Portogallo  |
| Kylian Mbappé        | 4    | 6   | Francia     |
| Mikel Oyarzabal      | 4    | 6   | Spagna      |
| Lamine Yamal         | 3    | 4   | Spagna      |
| Karim Benzema        | 2    | 2   | Francia     |
| Tim Kleindienst      | 2    | 2   | Germania    |
| Francisco Trincão    | 2    | 2   | Portogallo  |
| Ferran Torres        | 2    | 3   | Spagna      |
| Nico Williams        | 2    | 4   | Spagna      |
| Moise Kean           | 2    | 4   | Italia      |
| Michael Olise        | 2    | 4   | Francia     |
| Mikel Merino         | 2    | 8   | Spagna      |
| Marcus Rashford      | 1    | 1   | Inghilterra |
| Charles De Ketelaere | 1    | 1   | Belgio      |
| Romelu Lukaku        | 1    | 1   | Belgio      |
| Ciro Immobile        | 1    | 1   | Italia      |
| Domenico Berardi     | 1    | 1   | Italia      |
| Ian Maatsen          | 1    | 1   | Paesi Bassi |
| Gonçalo Ramos        | 1    | 2   | Portogallo  |
| Florian Wirtz        | 1    | 2   | Germania    |
| Rayan Cherki         | 1    | 2   | Francia     |
| Ricardo Rodríguez    | 1    | 2   | Svizzera    |
| Quincy Promes        | 1    | 2   | Paesi Bassi |
| Steven Bergwijn      | 1    | 2   | Paesi Bassi |
| Georginio Wijnaldum  | 1    | 2   | Paesi Bassi |
| Gonçalo Guedes       | 1    | 2   | Portogallo  |
| Yannick Carrasco     | 1    | 2   | Belgio      |
| Federico Dimarco     | 1    | 2   | Italia      |
| Joselu               | 1    | 2   | Spagna      |
| Bruno Petkovic       | 1    | 2   | Croazia     |
| Sandro Tonali        | 1    | 2   | Italia      |
| Ante Budimir         | 1    | 2   | Croazia     |
| Rasmus Hojlund       | 1    | 2   | Danimarca   |
| Tijjani Reijnders    | 1    | 2   | Paesi Bassi |
| Jamal Musiala        | 1    | 2   | Germania    |
| Rasmus Kristensen    | 1    | 2   | Danimarca   |
| Christian Eriksen    | 1    | 2   | Danimarca   |
| Francisco Conceição  | 1    | 3   | Portogallo  |
| Lorenzo Pellegrini   | 1    | 3   | Italia      |
| Matthijs de Ligt     | 1    | 3   | Paesi Bassi |
| Noa Lang             | 1    | 3   | Paesi Bassi |
| Donyell Malen        | 1    | 3   | Paesi Bassi |
| Andrej Kramaric      | 1    | 3   | Croazia     |
| Ousmane Dembélé      | 1    | 3   | Francia     |
| Pedri                | 1    | 4   | Spagna      |
| Martín Zubimendi     | 1    | 4   | Spagna      |
| Nuno Mendes          | 1    | 4   | Portogallo  |
| Leon Goretzka        | 1    | 4   | Germania    |
| Joshua Kimmich       | 1    | 4   | Germania    |
| Randal Kolo Muani    | 1    | 4   | Francia     |
| Theo Hernández       | 1    | 4   | Francia     |
| Davide Frattesi      | 1    | 4   | Italia      |
| Luka Modric          | 1    | 4   | Croazia     |
| Mario Pasalic        | 1    | 4   | Croazia     |
| Federico Chiesa      | 1    | 4   | Italia      |
| Ivan Perisic         | 1    | 4   | Croazia     |
| Cody Gakpo           | 1    | 4   | Paesi Bassi |
| Giacomo Raspadori    | 1    | 4   | Italia      |
| Memphis Depay        | 1    | 4   | Paesi Bassi |
| Xavi Simons          | 1    | 4   | Paesi Bassi |
| Yeremi Pino          | 1    | 5   | Spagna      |
| Nicolò Barella       | 1    | 6   | Italia      |

### Capocannonieri delle singole edizioni (Gironi)
| Edizione  | Capocannoniere      | Nazionale | Reti |
| --------- | ------------------- | --------- | ---- |
| 2018-2019 | Aleksandar Mitrović | Serbia    | 6    |
| 2020-2021 | Erling Haaland      | Norvegia  | 6    |
| 2022-2023 | Erling Haaland      | Norvegia  | 6    |
| 2022-2023 | Aleksandar Mitrović | Serbia    | 6    |
| 2024-2025 | Viktor Gyökeres     | Svezia    | 9    |

### Capocannonieri delle singole edizioni (Fase finale)
| Edizione          | Capocannoniere      | Nazionale   | Reti |
| ----------------- | ------------------- | ----------- | ---- |
| 2018-2019         | Cristiano Ronaldo   | Portogallo  | 3    |
| 2020-2021         | Karim Benzema       | Francia     | 2    |
| 2020-2021         | Kylian Mbappé       | Francia     | 2    |
| 2020-2021         | Ferrán Torres       | Spagna      | 2    |
| 2022-2023         | Yéremi Pino         | Spagna      | 1    |
| 2022-2023         | Joselu              | Spagna      | 1    |
| 2022-2023         | Andrej Kramarić     | Croazia     | 1    |
| 2022-2023         | Mario Pašalić       | Croazia     | 1    |
| 2022-2023         | Bruno Petković      | Croazia     | 1    |
| 2022-2023         | Luka Modrić         | Croazia     | 1    |
| 2022-2023         | Donyell Malen       | Paesi Bassi | 1    |
| 2022-2023         | Noa Lang            | Paesi Bassi | 1    |
| 2022-2023         | Steven Bergwijn     | Paesi Bassi | 1    |
| 2022-2023         | Georginio Wijnaldum | Paesi Bassi | 1    |
| 2022-2023         | Ciro Immobile       | Italia      | 1    |
| 2022-2023         | Federico Dimarco    | Italia      | 1    |
| 2022-2023         | Davide Frattesi     | Italia      | 1    |
| 2022-2023         | Federico Chiesa     | Italia      | 1    |
| 2024-2025         |                     |             |      |
| Mikel Oyarzabal   | Spagna              | 3           |      |
| Lamine Yamal      | Spagna              | 3           |      |
| Cristiano Ronaldo | Portogallo          | 3           |      |

### Capocannonieri delle singole edizioni (Totale)
| Edizione  | Capocannoniere                             | Nazionale              | Reti |
| --------- | ------------------------------------------ | ---------------------- | ---- |
| 2018-2019 | Aleksandar Mitrović                        | Serbia                 | 6    |
| 2020-2021 | Erling Haaland Romelu Lukaku Ferrán Torres | Norvegia Belgio Spagna | 6    |
| 2022-2023 | Erling Haaland Aleksandar Mitrović         | Norvegia Serbia        | 6    |
| 2024-2025 | Viktor Gyökeres                            | Svezia                 | 9    |

### Miglior giocatore (Fase finale)
| Edizione  | Miglior giocatore | Nazionale  |
| --------- | ----------------- | ---------- |
| 2018-2019 | Bernardo Silva    | Portogallo |
| 2020-2021 | Sergio Busquets   | Spagna     |
| 2022-2023 | Rodri             | Spagna     |
| 2024-2025 | Nuno Mendes       | Portogallo |

### Miglior portiere (Fase finale)
| Edizione  | Miglior portiere | Nazionale   |
| --------- | ---------------- | ----------- |
| 2018-2019 | Jordan Pickford  | Inghilterra |
| 2020-2021 | Hugo Lloris      | Francia     |
| 2022-2023 | Unai Simon       | Spagna      |
| 2024-2025 |                  |             |

### Miglior giovane (Fase finale)
| Edizione  | Miglior giovane | Nazionale   |
| --------- | --------------- | ----------- |
| 2018-2019 | Frenkie de Jong | Paesi Bassi |
| 2020-2021 | Ferran Torres   | Spagna      |
| 2022-2023 | Yeremi Pino     | Spagna      |
| 2024-2025 |                 |             |

### Miglior giocatore (Finale)
| Edizione  | Miglior giocatore | Nazionale  |
| --------- | ----------------- | ---------- |
| 2018-2019 | Rúben Dias        | Portogallo |
| 2020-2021 | Karim Benzema     | Francia    |
| 2022-2023 | Rodri             | Spagna     |
| 2024-2025 |                   |            |

### Allenatori e capitani delle squadre vincitrici
| Edizione  | Allenatore        | Capitano          | Squadra    |
| --------- | ----------------- | ----------------- | ---------- |
| 2018-2019 | Fernando Santos   | Cristiano Ronaldo | Portogallo |
| 2020-2021 | Didier Deschamps  | Hugo Lloris       | Francia    |
| 2022-2023 | Luis de la Fuente | Jordi Alba        | Spagna     |
| 2024-2025 | Roberto Martinez  | Cristiano Ronaldo | Portogallo |

### XI All Star Team
Al termine di ogni edizione la UEFA compila la migliore formazione del torneo in cui sono presenti solo i giocatori che hanno disputato la fase finale della competizione.
| Edizione  | Portiere        | Difensori                                            | Centrocampisti                                      | Attaccanti                                       |
| --------- | --------------- | ---------------------------------------------------- | --------------------------------------------------- | ------------------------------------------------ |
| 2018-2019 | Jordan Pickford | Daley Blind Virgil van Dijk Rúben Dias Nélson Semedo | Frenkie de Jong Georginio Wijnaldum Bruno Fernandes | Cristiano Ronaldo Bernardo Silva Xherdan Shaqiri |
| 2020-2021 |                 |                                                      |                                                     |                                                  |
| 2022-2023 |                 |                                                      |                                                     |                                                  |
| 2024-2025 |                 |                                                      |                                                     |                                                  |

## Primati

### Squadre
Reti
- Maggior numero di reti realizzate[23]: 51
  -  Spagna in 26 partite (46 Lega A, 5 Fase finale)
- Maggior numero di reti segnate in una singola edizione[23]: 19
  -  Belgio (2020-2021 Lega A & Fase finale)
  -  Svezia (2024-2025 Lega C)
- Maggior numero di reti subite: 49
  -  Islanda in 18 partite (30 Lega A, 19 Lega B)
- Maggior numero di reti subite in una singola edizione: 20
  -  Gibilterra (2022-2023 Lega C)
- Minor numero di reti realizzate per partita: 0,28
  -  San Marino (5 in 18 partite)
- Minor numero di reti subite per partita: 0,50
  -  Grecia (12 in 24 partite)
- Maggior numero di reti subite in una singola partita: 7
  -  Bosnia ed Erzegovina (2024-2025,  Germania- Bosnia ed Erzegovina 7-0, fase a gironi Lega A)
- Maggior numero di reti segnate in una singola partita: 8
  - ( Gibilterra- Armenia 2-6, 2018-2019 fase a gironi Lega D)
- Partita terminata con maggiore scarto di reti: 7
  -  Bosnia ed Erzegovina (2024-2025,  Germania- Bosnia ed Erzegovina 7-0, fase a gironi Lega A)

Porta inviolata
- Maggior numero di porte inviolate: 16
  -  Grecia (4 Lega B, 12 Lega C)
- Maggior numero di porte inviolate in una singola edizione: 6
  -  Bielorussia (2018-2019 Lega D)

Risultati partite
- Serie di vittorie[24]: 6

 Romania (1 Lega B, 5 Lega C)
Serie aperta il 26 settembre 2022: Romania-Bosnia Erzegovina 4-1
Serie ancora aperta al 19 novembre 2024
- Serie di vittorie nella fase a gironi: 6

 Romania (1 Lega B, 5 Lega C)
Serie aperta il 26 settembre 2022: Romania-Bosnia Erzegovina 4-1
Serie ancora aperta al 19 novembre 2024
- Serie di imbattibilità[24]: 10

 Georgia (4 Lega C, 6 Lega D)
Serie aperta il 6 settembre 2018: Kazakistan-Georgia 0-2
Serie chiusa il 15 novembre 2020: Georgia-Armenia 1-2
 Portogallo (8 Lega A, 2 Fase finale)
Serie aperta il 10 settembre 2018: Portogallo-Italia 1-0
Serie chiusa il 14 novembre 2020: Portogallo-Francia 0-1
 Grecia (10 Lega C)
Serie aperta il 3 settembre 2020: Slovenia-Grecia 0-0
Serie chiusa il 24 settembre 2022: Cipro-Grecia 1-0
 Paesi Bassi (10 Lega A)
Serie aperta l'11 ottobre 2020: Bosnia Erzegovina-Paesi Bassi 0-0
Serie chiusa il 14 giugno 2023: Paesi Bassi-Croazia 2-4
- Serie di imbattibilità nella fase a gironi: 13

 Paesi Bassi
Serie aperta l'11 ottobre 2020: Bosnia Erzegovina-Paesi Bassi 0-0
Serie chiusa il 14 ottobre 2024: Germania-Paesi Bassi 1-0 
- Partita più giocata: 6 volte (Gli accoppiamenti vengono aggiornati al sorteggio dei gironi)
  -  Lettonia- Andorra (2-4-0) (Lega D 6 volte)
  -  Armenia- Macedonia del Nord (2-0-4) (Lega C 4 volte, Lega D 2 volte)
  -  Norvegia- Slovenia (3-2-1) (Lega B 4 volte, Lega C 2 volte)
  -  Spagna- Svizzera (4-1-1) (Lega A 6 volte)
  -  Liechtenstein- Gibilterra (1-3-2) (Lega D 6 volte)
- Maggior numero di vittorie: 16
  -  Grecia (5 Lega B, 11 Lega C)
- Maggior numero di pareggi: 11
  -  Germania (11 Lega A)
- Maggior numero di sconfitte: 19
  -  Lituania (19 Lega C)
- Minor numero di sconfitte: 3
  -  Portogallo (3 Lega A)
  -  Russia (3 Lega B)
- Minor numero di pareggi: 2
  -  Belgio (2 Lega A)
  -  Finlandia (2 Lega B)
- Minor numero di vittorie: 2
  -  Andorra (2 Lega D)
  -  Islanda (2 Lega B)
  -  Liechtenstein (2 Lega D)
  -  San Marino (2 Lega D)

#### Qualificazioni ad altre competizioni
La UEFA Nations League è usata per selezionare tutte le 12 squadre che partecipano ai playoff di qualificazione per il Campionato europeo di calcio (16 per Euro 2020) e 4 delle 16 squadre che partecipano ai playoff di qualificazione per il Campionato mondiale di calcio (2 delle 12 fino a Qatar 2022). Le statistiche riguardano solo le squadre qualificate a tali playoff tramite piazzamento finale in UEFA Nations League.
- Maggior numero di partecipazioni ai playoff: 2 4 squadre 
  -  Islanda (Euro 2020, Germania 2024)
  -  Israele (Euro 2020, Germania 2024)
  -  Bosnia ed Erzegovina (Euro 2020, Germania 2024)
  -  Georgia (Euro 2020, Germania 2024)
- Maggior numero di qualificazioni dai playoff: 1 7 squadre 
  -  Macedonia del Nord (Euro 2020)
  -  Ungheria (Euro 2020)
  -  Slovacchia (Euro 2020)
  -  Scozia (Euro 2020)
  -  Georgia (Germania 2024)
  -  Ucraina (Germania 2024)
  -  Polonia (Germania 2024)
- Squadra col maggior numero di partite finite ai rigori: 2 2 squadre 
  -  Scozia (2 Euro 2020)
  -  Serbia (2 Euro 2020)
- Squadra col maggior numero di partite vinte ai rigori: 2
  -  Scozia (2 Euro 2020)
- Squadra col maggior numero di partite perse ai rigori: 1 6 squadre 
  -  Serbia (1 Euro 2020)
  -  Bosnia ed Erzegovina (1 Euro 2020)
  -  Irlanda (1 Euro 2020)
  -  Israele (1 Euro 2020)
  -  Grecia (Germania 2024)
  -  Galles (Germania 2024)

### Giocatori e allenatori

#### Reti
- Maggior numero di reti segnate: 19
  -  Erling Haaland (6 nella Lega B del 2020-2021, 6 nella Lega B del 2022-2023, 7 nella Lega B del 2024-2025)
- Maggior numero di reti segnate in una singola edizione: 9
  -  Viktor Gyökeres (2024-2025)
- Maggior numero di reti segnate in una singola partita: 4
  -  Yura Movsisyan (2018-2019, Gibilterra-Armenia 2-6, fase a gironi)
  -  Viktor Gyökeres (2024-2025, Svezia-Azerbaigian 6-0, fase a gironi)

#### Porta inviolata
- Maggior numero di porte inviolate: 13
  -  Odisseas Vlachodimos (1 nella Lega C del 2018-2019, 4 nella Lega C del 2020-2021, 4 nella Lega C del 2022-2023, 4 nella Lega B del 2024-2025),
- Maggior numero di porte inviolate in una singola edizione: 5
  -  Milan Mijatović (2020-2021 Lega C)
  -  Jan Oblak (2020-2021 Lega C)
  -  Stole Dimitrievski (2024-2025 Lega C)

#### Età
- Vincitore della UEFA Nations League più giovane: 
  - 18 anni e 34 giorni Rodrigo Mora  Portogallo (Spagna- Portogallo 2-2 (3-5 c.d.r.) del 8 giugno 2025)
- Vincitore della UEFA Nations League più anziano: 
  - 40 anni e 123 giorni Cristiano Ronaldo  Portogallo (Spagna- Portogallo 2-2 (3-5 c.d.r.) del 8 giugno 2025)

#### Presenze
3147 giocatori hanno preso parte ad almeno una partita di Nations League
- Maggior numero di presenze: 24
  -  Kostakis Artymatas (24 Lega C)
  -  Viljormur Davidsen (12 Lega C, 12 Lega D)
  -  Gianluigi Donnarumma (20 Lega A, 4 Fase Finale)

#### Allenatori
- Maggior numero di titoli: 1
  -  Fernando Santos  Portogallo (2018-2019)
  -  Didier Deschamps  Francia (2020-2021)
  -  Luis de la Fuente  Spagna (2022-2023)
  -  Roberto Martínez  Portogallo (2024-2025)

- Maggior numero di partite vinte: 15
  -  Roberto Martínez 11 con il  Belgio, 4 con il  Portogallo
- Maggior numero di presenze: 24:
  -  Zlatko Dalic  Croazia (22 Lega A, 2 Fase Finale)
  -  Didier Deschamps  Francia (22 Lega A, 2 Fase Finale)
  -  Luc Holtz  Lussemburgo (18 Lega C, 6 Lega D)
  -  Markku Kanerva  Finlandia (18 Lega B, 6 Lega C)
  -  Roberto Martínez  Belgio (16 Lega A, 2 Fase Finale),  Portogallo (6 Lega A)
  -  Marco Rossi  Ungheria (12 Lega A, 6 Lega B, 6 Lega C)
  -  Fernando Santos  Portogallo (16 Lega A, 2 Fase Finale),  Azerbaigian (6 Lega C)

### Primatisti per Nazionale
| Nazionale            | Presenze                  | Gol                       | Porte Inviolate              | Ammonizioni               | Espulsioni                |
| -------------------- | ------------------------- | ------------------------- | ---------------------------- | ------------------------- | ------------------------- |
| Albania              | 3 giocatori (13)          | Sokol Cikalleshi (4)      | Thomas Strakosha (4)         | 2 giocatori (4)           | 2 giocatori (1)           |
| Andorra              | Joan Cervos (20)          | 2 giocatori (2)           | Josep Gomes (5)              | Jordi Alaez (6)           | 3 giocatori (1)           |
| Armenia              | Varazdat Haroyan (21)     | Yura Movsisyan (5)        | David Yurchenko (3)          | 2 giocatori (6)           | 4 giocatori (1)           |
| Austria              | 3 giocatori (17)          | Michael Gregoritsch (5)   | Heinz Lindner (3)            | Marcel Sabitzer (4)       | 0 Espulsi                 |
| Azerbaigian          | Badavi Huseynov (22)      | 5 giocatori (2)           | Şahruddin Məhəmmədəliyev (6) | 2 giocatori (5)           | Mahir Emreli (2)          |
| Belgio               | Youri Tielemans (20)      | Romelu Lukaku (10)        | Thibaut Courtois (3)         | Axel Witsel (4)           | 0 Espulsi                 |
| Bielorussia          | Jaŭhen Jablonski (16)     | Stanislav Dragun (5)      | 3 giocatori (3)              | Max Ebong (5)             | 0 Espulsi                 |
| Bosnia ed Erzegovina | Edin Dzeko (19)           | Edin Dzeko (9)            | Ibrahim Sehic (6)            | 2 giocatori (4)           | Anel Ahmedhodžić (1)      |
| Bulgaria             | Kiril Despodov (16)       | Kiril Despodov (4)        | Dimitar Mitov (4)            | Kiril Despodov (6)        | Filip Krăstev (1)         |
| Cipro                | Kostakis Artymatas (24)   | Grigoris Kastanos (4)     | Neofytos Michaīl (3)         | 2 giocatori (8)           | 5 giocatori (1)           |
| Croazia              | Luka Modric (22)          | Andrej Kramaric (5)       | Dominik Livakovic (4)        | Marcelo Brozovic (6)      | 3 giocatori (1)           |
| Danimarca            | 2 giocatori (21)          | Christian Eriksen (8)     | Kasper Schmeichel (9)        | Pierre-Emile Hojbjerg (4) | 0 Espulsi                 |
| Estonia              | Joonas Tamm (21)          | Rauno Sappinen (6)        | Karl Hein (4)                | Karol Mets (7)            | Kevor Palumets (1)        |
| Fær Øer              | Viljormur Davidsen (24)   | 2 giocatori(4)            | Teitur Gestsson (3)          | Hallur Hansson (6)        | 2 giocatori (1)           |
| Finlandia            | Teemu Pukki (23)          | Teemu Pukki (8)           | Lukas Hradecky (9)           | 2 giocatori (3)           | Jere Uronen (1)           |
| Francia              | Antoine Griezmann (20)    | Kylian Mbappé (7)         | Hugo Lloris (3)              | Lucas Digne (4)           | Aurélien Tchouaméni (1)   |
| Galles               | Connor Roberts (18)       | Harry Wilson (6)          | Wayne Hennessey (5)          | Kieffer Moore (6)         | 0 Espulsi                 |
| Georgia              | Otar Kakabadze (20)       | Khvicha Kvaratskhelia (7) | Giorgi Loria (8)             | 3 giocatori (3)           | 0 Espulsi                 |
| Germania             | Joshua Kimmich (18)       | Timo Werner (7)           | Oliver Baumann (2)           | 2 giocatori (6)           | 0 Espulsi                 |
| Gibilterra           | Liam Walker (22)          | Liam Walker (3)           | 3 giocatori (2)              | 3 giocatori (6)           | 3 giocatori (1)           |
| Grecia               | Anastasios Bakasetas (23) | Anastasios Bakasetas (7)  | Odysseas Vlachodīmos (13)    | Dimitrios Kourbelis (5)   | Pantelīs Chatzīdiakos (1) |
| Inghilterra          | Harry Kane (23)           | Harry Kane (6)            | Jordan Pickford (9)          | 3 giocatori (4)           | 4 giocatori (1)           |
| Irlanda              | Jason Knight (14)         | 3 giocatori (2)           | Darren Randolph (4)          | Jayson Molumby (5)        | 3 giocatori (1)           |
| Irlanda del Nord     | Paddy McNair (18)         | Isaac Price (4)           | Pierce Charles (3)           | 7 giocatori (2)           | Josh Magennis (1)         |
| Islanda              | 3 giocatori (13)          | 2 giocatori (3)           | Hákon Rafn Valdimarsson (2)  | Birkir Mar Saevarsson (4) | 3 giocatori (1)           |
| Israele              | Dor Peretz (16)           | Eran Zahavi (6)           | Daniel Peretz (2)            | Dor Peretz (5)            | Hatem Abd Elhamed (1)     |
| Italia               | Gianluigi Donnarumma (24) | 2 giocatori (4)           | Gianluigi Donnarumma (10)    | Leonardo Bonucci (5)      | 2 giocatori (1)           |
| Kazakistan           | 2 giocatori (18)          | Abat Aimbetov (5)         | Igor Shatskiy (3)            | Nuraly Alip (7)           | 5 giocatori (1)           |
| Kosovo               | Fidan Aliti (20)          | Vedat Muriqi (10)         | Arijanet Muric (5)           | Fidan Aliti (4)           | 6 giocatori (1)           |
| Lettonia             | Andrejs Ciganiks (22)     | Janis Ikaunieks (7)       | Pavels Steinbors (4)         | 2 giocatori (5)           | 2 giocatori (1)           |
| Liechtenstein        | 2 giocatori (19)          | Nicolas Hasler (3)        | Benjamin Buchel (4)          | Sandro Wieser (6)         | 2 giocatori (1)           |
| Lituania             | Fedor Černych (20)        | Armandas Kucys (3)        | 2 giocatori (2)              | Edvinas Girdvainis (8)    | 2 giocatori (1)           |
| Lussemburgo          | Danel Sinani (23)         | Danel Sinani (9)          | Anthony Moris (7)            | 2 giocatori (6)           | 3 giocatori (1)           |
| Macedonia del Nord   | Enis Bardhi (21)          | Enis Bardhi (6)           | Stole Dimitrievski (9)       | Ezgjan Alioski (6)        | 5 giocatori (1)           |
| Malta                | Joseph Mbong (20)         | 2 giocatori (3)           | Henry Bonello (7)            | Joseph Mbong (5)          | 3 giocatori (1)           |
| Moldavia             | Oleg Reabciuk (22)        | Ion Nicolăescu (7)        | 2 giocatori (3)              | Oleg Reabciuk (7)         | 2 giocatori (1)           |
| Montenegro           | Stefan Mugosa (17)        | Stefan Mugosa (8)         | Milan Mijatović (7)          | Marko Jankovic (7)        | 4 giocatori (1)           |
| Norvegia             | Alexander Sorloth (19)    | Erling Haaland (19)       | Rune Jarstein (5)            | 2 giocatori (3)           | 2 giocatori (1)           |
| Paesi Bassi          | 2 giocatori (20)          | Memphis Depay (7)         | Jasper Cillessen (4)         | Virgil van Dijk (4)       | Virgil van Dijk (1)       |
| Polonia              | Piotr Zielinski (20)      | 2 giocatori (4)           | 2 giocatori (1)              | Jan Bednarek (7)          | Jacek Goralski (1)        |
| Portogallo           | Bernardo Silva (22)       | Cristiano Ronaldo (12)    | Rui Patricio (6)             | Bruno Fernandes (4)       | Danilo Pereira (1)        |
| Rep. Ceca            | Tomas Soucek (18)         | Patrik Schick (4)         | Tomas Vaclik (3)             | Tomas Soucek (5)          | 0 Espulsi                 |
| Romania              | 2 giocatori (17)          | Razvan Marin (6)          | Ciprian Tatarusanu (4)       | 2 giocatori (5)           | Gabriel Tamas (1)         |
| Russia               | Daler Kuzyaev (10)        | 2 giocatori (3)           | Guilherme Marinato (2)       | 3 giocatori (3)           | Andrej Semënov (1)        |
| San Marino           | 2 giocatori (13)          | Nicola Nanni (2)          | 3 giocatori (1)              | Michael Battistini (7)    | 2 giocatori (1)           |
| Scozia               | Scott McTominay (19)      | James Forrest (5)         | Craig Gordon (5)             | Andrew Robertson (5)      | John Souttar (1)          |
| Serbia               | Nikola Milenkovic (21)    | Aleksandar Mitrovic (15)  | Predrag Rajković (5)         | Strahinja Pavlovic (7)    | Strahinja Pavlovic (2)    |
| Slovacchia           | 2 giocatori (17)          | David Strelec (4)         | Marek Rodak (3)              | Ondrej Duda (6)           | 2 giocatori (1)           |
| Slovenia             | Jaka Bijol (19)           | Benjamin Sesko (8)        | Jan Oblak (8)                | Petar Stojanovic (7)      | 2 giocatori (1)           |
| Spagna               | Ferran Torres (16)        | Ferran Torres (7)         | Unai Simon (5)               | Dani Carvajal (5)         | Robin Le Normand (1)      |
| Svezia               | Dejan Kulusevski (17)     | Viktor Gyokeres (10)      | Robin Olsen (4)              | Kristoffer Olsson (5)     | Gustav Svensson (1)       |
| Svizzera             | Granit Xhaka (22)         | Haris Seferovic (7)       | Yann Sommer (2)              | 2 giocatori (8)           | Nico Elvedi (2)           |
| Turchia              | Hakan Calhanoglu (18)     | Hakan Calhanoglu (5)      | 2 giocatori (3)              | Cengiz Under (4)          | 2 giocatori (1)           |
| Ucraina              | 2 giocatori (18)          | Artem Dovbyk (4)          | 2 giocatori (3)              | Ruslan Malinovs'kyj (5)   | 0 Espulsi                 |
| Ungheria             | Adam Nagy (21)            | 3 giocatori (5)           | Dénes Dibusz (6)             | Attila Fiola (7)          | 0 Espulsi                 |

## Fase Finale
- Maggior numero di titoli: 2
  -  Portogallo (2018-2019, 2024-2025)
- Maggior numero di reti segnate nella fase finale: 7
  -  Italia
  -  Paesi Bassi
- Maggior numero di reti segnate in una singola fase finale: 5
  -  Francia (2020-2021)
- Maggior numero di reti subite nella fase finale: 9
  -  Paesi Bassi
- Maggior numero di reti subite in una singola fase finale: 7
  -  Paesi Bassi (2022-2023)
- Maggior numero di porte inviolate nella fase finale: 1
  -  Portogallo
  -  Inghilterra
  -  Svizzera
  -  Croazia
  -  Spagna
- Maggior numero di piazzamenti nei primi quattro posti: 2
  -  Paesi Bassi (2018-2019, 2022-2023)
  -  Italia (2020-2021, 2022-2023)
  -  Spagna (2020-2021, 2022-2023)
- Maggior numero di piazzamenti consecutivi nei primi quattro posti: 2
  -  Italia (2020-2021, 2022-2023)
  -  Spagna (2020-2021, 2022-2023)
- Maggior numero di finali disputate: 2
  -  Spagna (2020-2021, 2022-2023)
- Maggior numero di finali consecutive disputate: 3
  -  Spagna (2020-2021, 2022-2023, 2024-2025)
- Maggior scarto di reti in una finale: 1
  -  Portogallo- Paesi Bassi 1-0 (2018-2019)
  -  Spagna- Francia 1-2 (2020-2021)
- Maggior numero di reti in una finale: 4
  -  Spagna- Portogallo 2-2 (2024-2025)
- Finale più frequente: 
  -  Portogallo- Paesi Bassi (1, 2018-2019)
  -  Spagna- Francia (1, 2020-2021)
  -  Spagna- Croazia (1, 2022-2023)
- Finali concluse nei tempi regolamentari: 2
  - 2018-2019
  - 2020-2021
- Finali concluse ai supplementari: 0
- Finali concluse ai rigori: 2
  - 2022-2023, 2024-2025
- Più volte campione consecutivamente: 1
  -  Portogallo (2018-2019)
  -  Francia (2020-2021)
  -  Spagna (2022-2023)
- Squadre vincitrici alla prima partecipazione alla fase finale: 1
  -  Portogallo (2018-2019)
  -  Francia (2020-2021)
- Maggior numero di finali perse: 2
  -  Spagna (2020-2021, 2024-2025)
- Maggior numero di finali perse consecutivamente: 1
  -  Paesi Bassi (2018-2019)
  -  Spagna (2020-2021)
  -  Croazia (2022-2023)
- Maggior numero di piazzamenti nei primi quattro posti senza vittorie: 2
  -  Paesi Bassi (2018-2019, 2022-2023)
  -  Italia (2020-2021, 2022-2023)
- Maggior numero di piazzamenti nei primi quattro posti senza avere disputato una finale: 2
  -  Italia (2020-2021, 2022-2023)
- Maggior numero di partite concluse ai rigori: 1
  -  Inghilterra
  -  Svizzera
  -  Croazia
  -  Spagna
- Maggior numero di vittorie ai rigori: 1
  -  Inghilterra
  -  Spagna
  -  Portogallo
- Maggior numero di sconfitte ai rigori: 1
  -  Svizzera
  -  Croazia
  -  Spagna

Giocatori
- Maggior numero di reti segnate nella fase finale: 3
  -  Cristiano Ronaldo (3 nel 2018-2019)
- Maggior numero di reti segnate in una singola fase finale: 3
  -  Cristiano Ronaldo (2018-2019)
- Maggior numero di reti segnate in una singola partita della fase finale: 3
  -  Cristiano Ronaldo (2018-2019, Portogallo-Svizzera 3-1 Semifinale)